# كاثلين أونيل غير
كاثلين أونيل غير (بالإنجليزية: Kathleen O'Neal Gear)‏ (1954، تولاري في الولايات المتحدة)؛ كاتِبة، عالمة الإنسان، مؤرخة وروائية أمريكية.

## روابط خارجية
- كاثلين أونيل غير على موقع ميوزك برينز (الإنجليزية)